# Chris Ahrens
Christian Ahrens, detto Chris (Iowa City, 24 luglio 1976), è un ex canottiere statunitense.

## Palmarès

### Olimpiadi
- 1 medaglia:
  - 1 oro (Atene 2004 nell'otto)

### Mondiali
- 4 medaglie:
  - 4 ori (Tampere 1995 nel quattro con; Aiguebelette 1997 nell'otto; Colonia 1998 nell'otto; St. Catharines 1999 nell'otto)